# Centropogon reflexus
Centropogon reflexus är en klockväxtart som beskrevs av Karel Presl. Centropogon reflexus ingår i släktet Centropogon och familjen klockväxter. Inga underarter finns listade i Catalogue of Life.